# Мататоа
Мататоа (исп. Matatoʻa) — чилийская музыкальная и танцевальная фолк-группа с острова Пасхи (Рапа Нуи). Мататоа является одной из самых известных групп на острове.

## История
Мататоа была основана в 1996 году Кеваматато Атаном. В 1998 году они приняли имя Мататоа, что означает на языке рапануи «воин» или «опекун». В том же году группа отправилась в турне по Чили. Мито Манутоматома, член-основатель, покинул группу в 1999 году.

## Описание
Группа состоит в основном из членов семьи. Музыка группы является синтезом и основана на слиянии традиционных инструментов острова и современных инструментов. Членами группы используя гитары, гавайские гитары, различные виды перкуссии (барабан, челюсти лошади, камни и др.), губные гармошки, клавишные и другие современные инструменты.
Главной идеей Мататоа является пропаганда традиций предков, танцев и костюмов Рапануи. Группа хорошо известна в Полинезии и принимает участие в различных музыкальных фестивалях в этом районе, а также проводит концерты в Европе, Океании, Азии и Америке.